# Lion Lauberbach
Lion Lauberbach (Erfurt, 15 februari 1998) is een Duits voetballer, die doorgaans speelt als spits. Lauberbach werd in de zomer door KV Mechelen overgenomen van Eintracht Braunschweig.

## Clubcarrière
Lauberbach is een jeugdspeler van FC Rot-Weiß Erfurt. In het seizoen 2017/18 maakte hij de overstap naar het eerste elftal van Erfurt, toen uitkomend in de 3. Liga. Na een omzwerving bij FSV Zwickau maakte hij in het seizoen 2019/20 zijn debuut in de 2. Bundesliga bij Holstein Kiel. In het seizoen 2021/22 maakte hij de overstap naar Eintracht Braunschweig waarmee hij de promotie wist af te dwingen naar 2. Bundesliga. Op 19 juni 2023 raakte bekend dat Lauberbach de overstap maakt naar KV Mechelen.

## Statistieken
| Seizoen         | Club                   | Competitie      | Competitie | Competitie | Beker | Beker | Supercup | Supercup | Totaal | Totaal |
| Seizoen         | Club                   | Competitie      | Wed.       | Dlp.       | Wed.  | Dlp.  | Wed.     | Dlp.     | Wed.   | Dlp.   |
| --------------- | ---------------------- | --------------- | ---------- | ---------- | ----- | ----- | -------- | -------- | ------ | ------ |
| 2017-18         | FC Rot-Weiß Erfurt     | 3. Liga         | 23         | 1          | 0     | 0     | —        | —        | 23     | 1      |
| 2018-19         | FSV Zwickau            | 3. Liga         | 27         | 4          | 0     | 0     | —        | —        | 27     | 4      |
| 2019-20         | Holstein Kiel          | 2. Bundesliga   | 21         | 3          | 0     | 0     | —        | —        | 21     | 3      |
| 2020-21         | Holstein Kiel          | 2. Bundesliga   | 3          | 0          | 1     | 0     | —        | —        | 4      | 0      |
| 2020-21         | → Hansa Rostock        | 3. Liga         | 11         | 0          | 0     | 0     | —        | —        | 11     | 0      |
| 2021-22         | Holstein Kiel          | 2. Bundesliga   | 0          | 0          | 0     | 0     | —        | —        | 0      | 0      |
| 2021-22         | Eintracht Braunschweig | 3. Liga         | 32         | 12         | 0     | 0     | —        | —        | 32     | 12     |
| 2022-23         | Eintracht Braunschweig | 2. Bundesliga   | 34         | 4          | 2     | 1     | —        | —        | 36     | 5      |
| 2023-24         | KV Mechelen            | Eerste klasse A | 33         | 5          | 1     | 0     | 1        | 0        | 35     | 5      |
| 2024-25         | KV Mechelen            | Eerste klasse A | 35         | 8          | 2     | 0     | 0        | 0        | 37     | 8      |
| 2025-26         | KV Mechelen            | Eerste klasse A | 4          | 1          | 0     | 0     | 0        | 0        | 4      | 1      |
| Carrière totaal | Carrière totaal        | Carrière totaal | 223        | 38         | 6     | 1     | 1        | 0        | 230    | 39     |